# Fator de transcrição da tireoide 1
O NK2 homeobox 1 (NKX2-1), também conhecido como fator de transcrição da tireoide 1 (TTF-1, do inglês "thyroid transcription factor 1"), é uma proteína que, em humanos, é codificada pelo gene NKX2-1. O fator de transcrição da tireoide 1 regula a transcrição de genes específicos da tireoide, do pulmão e do diencéfalo. Ele é utilizado na anatomia patológica como um marcador para determinar se um tumor teve origem no pulmão ou na tireoide.
NKX2.1 é fundamental para o desenvolvimento fetal das estruturas pulmonares. O padrão dorso-ventral da expressão de NKX2.1 forma o limite ventral no intestino anterior anterior. NKX2.1 é expresso apenas em células selecionadas na parede ventral do intestino anterior anterior, e não é expresso na parede dorsal, de onde o esôfago emergirá. O nocaute de NKX2.1 em camundongos resulta no desenvolvimento de uma traqueia encurtada que é fundida ao esôfago, com os brônquios conectando diretamente esse tubo compartilhado aos pulmões. Isso se assemelha a uma fístula traqueoesofágica completa, que é uma condição congênita rara em humanos. Além disso, estruturas pulmonares distais não se desenvolvem nesses camundongos knockout. A ramificação dos pulmões nesses camundongos não ocorreu além dos brônquios da haste principal, resultando em pulmões menores em tamanho em cerca de 50% em comparação com os camundongos do tipo selvagem. O revestimento epitelial dessas estruturas distais não mostrou evidência de diferenciação em células especializadas. Este revestimento é composto por células epiteliais colunares e células epiteliais ciliadas dispersas.  O epitélio proximal dos pulmões apresentou diferenciação normal, indicando que a diferenciação proximal é independente de NXK2.1. NKX2.1 é inicialmente expresso em todo o epitélio, mas é suprimido em um padrão proximal-distal à medida que o pulmão continua a se desenvolver. 

## Significado clínico
Células positivas para TTF-1 são encontradas no pulmão como pneumócitos tipo II e células club . Na tireóide, células foliculares e parafoliculares também são positivas para TTF-1.
Para câncer de pulmão, os adenocarcinomas geralmente são positivos, enquanto os carcinomas de células escamosas e os carcinomas de grandes células raramente são positivos. Carcinomas de pequenas células (de qualquer sítio primário) geralmente são positivos. TTF1 é mais do que meramente um marcador clínico de adenocarcinoma de pulmão. Desempenha um papel ativo na sustentação de células de câncer de pulmão em vista da observação experimental de que é mutado no câncer de pulmão.    
Foi observado que uma perda de Nkx2-1 permite a desregulação dos fatores de transcrição FOXA1/2 (por relaxamento da desacetilação de histonas e repressão mediada por metilação de Foxa1/2 por Nkx2-1) causando a reativação de um programa de diferenciação gástrica embrionária em células pulmonares . Isso resulta em adenocarcinoma mucinoso de pulmão, uma fonte de resultados clínicos ruins para os pacientes. 
No entanto, outros descobriram que a coloração de TTF-1 é frequentemente positiva em adenocarcinomas pulmonares, carcinomas de células grandes, carcinomas pulmonares de células pequenas, tumores neuroendócrinos que não sejam carcinomas pulmonares de células pequenas e carcinomas de células pequenas extrapulmonares. 
Também é positivo em câncer de tireoide e é usado para monitoramento de metástase e recorrência. 